# Xu Zhiqiang
Xu Zhiqiang (Guangzhou China, 4 de marzo de 1963) es un gimnasta artístico chino, campeón del mundo en 1983 en el concurso por equipos.

## Carrera deportiva
En el Mundial de Budapest 1983 gana oro en el concurso por equipos —por delante de la Unión Soviética y Japón—, siendo sus compañeros de equipo: Tong Fei, Li Ning, Lou Yun, Li Xiaoping y Li Yuejiu.
En los JJ. OO. de Los Ángeles 1984 gana plata en equipos, tras Estados Unidos y delante de Japón, siendo sus compañeros de equipo: Li Ning, Li Xiaoping, Li Yuejiu, Tong Fei y Yun Lou.
En el Mundial de Montreal 1985 gana la medalla de oro en equipos, tras la Unión Soviética y delante de Alemania del Este.
En el Mundial de Róterdam 1987 gana la plata en equipos, tras la Unión Soviética y por delante de Alemania del Este, siendo sus compañeros de equipo: Lou Yun, Wang Chongsheng, Guo Linxiang, Li Chunyang y Li Ning.